# Кохова пахуља
Кохова пауља је назив за карактеристичне облике који се добијају посебним поступком ређања троуглова, а који је осмислио математичар Хелг Кох крајем деветнаестог века.
Кох који је проучавао сличност, је уочио да ако се на једнакостранични троугао додају мањи једнакостранични троуглови на средишњу трећину сваке његове странице, а затим се понови тај поступак додавања све мањих и мањих троуглова на средишње трећине страница, на крају ће се добити облик са финитном површином, али и бесконачним обимом; овај облик се данас назива Коховом пахуљом.
Овај пример показује да облик компликованог изгледа може настати понављањем примене веома једноставног правила. Такође, сличност проистиче из примене истог правила, изнова и изнова. Савремени математичари сличне фигуре називају фракталима, како их је 1960. године именовао математичар Беноа Манделброт (Benoit Mandelbrot), који је набројао и проучио многе примере сличности у природи.

## Примена
Ово је примена Кохове криве на Робот корњаче написан у COMAL-у:
```
-{; change value of A to change depth of level. 5 is max.
LET A 2
; calculate adjusted side-length
LET B 243
REPEAT A
LET B B/3
NEXT
; place pointer
POINT 150
MOVE 140
POINT 0
; start
GO SIDE
RIGHT 120
GO SIDE
RIGHT 120
GO SIDE
; finished.
END
; main loop
# SIDE
GO F
LEFT 60
GO F
RIGHT 120
GO F
LEFT 60
GO F
RETURN
; forward
# F
IF A > 1
; go deeper depending on level
LET A A-1
GO SIDE
LET A A+1
ELSE
; or just do a single line
DRAW B
ENDIF
RETURN}-
```